# Stenus pinguis
Stenus pinguis är en skalbaggsart som beskrevs av Thomas Casey. Stenus pinguis ingår i släktet Stenus och familjen kortvingar. Inga underarter finns listade i Catalogue of Life.